# Bulgarsk (sprog)
Bulgarsk (български език, IPA: [ˈbɤlgarski ɛ'zik], bǎlgarski ezik) er et sydslavisk sprog. Det tales af 8 mio. mennesker i Bulgarien, hvor det er officielt sprog. Endvidere tales det i nabolandene Serbien, Rumænien, begge steder som anerkendte og offentligt understøttede mindretalssprog, samt i Grækenland, Tyrkiet, Moldavien, Sydlige Ukraine og Kazakstan. Sammen med søstersproget makedonsk adskiller det sig fra andre slaviske sprog på en lang række punkter, de såkaldte balkanismer, hvoraf kan nævnes et næsten fuldkomment bortfald af kasusbøjningen, efterstillet bestemt artikel, høj grad af bevarelse af den oldbulgarske deklination, herunder tilføjelse af en ny verbal kategori som admirativ, men med svund af infinitte former, især infinitiven. Ordforrådet er grundlæggende bulgarsk — fællesslaviske arveord og lidt fra russisk — med et særligt islæt fra tyrkisk, græsk samt, fra ca. 1850 og frem, med mange låneord fra fransk, tysk og engelsk.
Alfabetet er kyrillisk.

## Slægtskab

### Nærmeste genetiske slægtninge
Bulgarsk sprogs nærmeste genetiske slægtninge — dvs. de, som man kommer længst med, hvis man vil lære sig bulgarsk — er:
1. makedonsk (et sydslavisk sprog i den østlige gruppe)
2. serbisk (sydslavisk sprogvariant i den vestlige gruppe, serbokroatisk undergruppe)
3. montenegrinsk (sydslavisk sprogvariant i den vestlige gruppe, serbokroatisk undergruppe)
4. bosnisk (sydslavisk sprogvariant i den vestlige gruppe, serbokroatisk undergruppe)
5. kroatisk (sydslavisk sprogvariant i den vestlige gruppe, serbokroatisk undergruppe)
6. slovensk (et sydslavisk sprog i den vestlige gruppe)
7. ukrainsk (et østslavisk sprog)

### Strukturelle slægtninge
Fra et arealtypologisk synspunkt indgår bulgarsk i balkansprogforbundet, hvor det er et centralt medlem. Medlemmer af balkansprogforbundet er, ud over søstersproget makedonsk, tillige nygræsk, albansk og balkanromansk (rumænsk, aromunsk (vlakkisk), meglenorumænsk (meglenitisk). Endvidere regnes tit sydlige serbokroatiske dialekter, sydlige italienske dialekter og visse mindretalssprog med, såsom gagauzisk.

### Den bulgarsk-makedonske sprogstrid
Der verserer en sprogstrid mellem bulgarsk og makedonsk. Det bulgarske standpunkt er, at der ikke findes en separat makedonsk etnos eller makedonsk sprog, men at begge er afarter af bulgarsk. Det makedonske standpunkt er, at der er tale om to forskellige, men nært beslægtede, etnier og sprog. Årstallet for skismaet mellem de sprog ansættes sædvanligvis til 1944. Uden for Balkan-halvøen har det makedonske synspunkt vundet, blandt andet på grund af realiteter som Republikken Makedonien som suveræn stat og at der findes et makedonsk standardiseret skriftsprog med en veldefineret grammatik og ordforråd, og der er officielt sprog i Republikken Makedonien. Da der blandt Balkanhalvøens slaver hersker et sprogligt kontinuum uden skarpe sproggrænser, men hvor det ene standardsprogs dialekter umærkeligt glider over i det andet, er der ikke synderligt sprogvidenskabeligt, dialektologisk belæg til definitivt at afvise hverken bulgarske eller det makedonske synspunkt.
En tilsvarende diskussion om grænsedragningen mellem bulgarsk og serbisk findes, men på lavere blus.

## Alfabetet
Bulgarsk skrives med en variant af det kyrilliske alfabet. Kyrillisk blev oprindeligt skabt af munke i det østlige Bulgarien omkring år 1000 som en erstatning for det tidligere glagolitiske alfabet. Det blev lavet på en basis af den græske majuskelskrift med supplerende skrifttegn for fonemer, der ikke fandtes på datidens byzantinske græsk. Det moderne bulgarske skriftsystem er meget præget af russisk; således er bogstaverne Й (lydværdi /j/), Ю (lydværdi /ju/) og Я (lydværdi /ja/) opstået på russisk grund og indgår ikke i f.eks. makedonsk eller serbisk.
| Bulgarsk   | Аа  | Бб  | Вв  | Гг  | Дд  | Ее  | Жж       | Зз   | Ии   | Йй       | Кк   | Лл            | Мм       | Нн   | Оо   |
| ---------- | --- | --- | --- | --- | --- | --- | -------- | ---- | ---- | -------- | ---- | ------------- | -------- | ---- | ---- |
| Navn       | а   | бъ  | въ  | гъ  | дъ  | е   | жъ       | зъ   | и    | и кратко | къ   | лъ            | мъ       | нъ   | о    |
| IPA        | /a/ | /b/ | /v/ | /g/ | /d/ | /ɛ/ | /ʒ/      | /z/  | /i/  | /j/      | /k/  | /ɫ/, /l/, /ʎ/ | /m/      | /n/  | /ɔ/  |
| Slavistisk | /a/ | /b/ | /v/ | /g/ | /d/ | /e/ | /ž/      | /z/  | /i/  | /j/      | /k/  | /l/           | /m/      | /n/  | /o/  |
| Nordisk    | a   | b   | v   | g   | d   | e   | sj       | z    | i    | j        | k    | l             | m        | n    | o    |
| Bulgarsk   | Пп  | Рр  | Сс  | Тт  | Уу  | Фф  | Хх       | Цц   | Чч   | Шш       | Щщ   | Ъъ            | Ьь       | Юю   | Яя   |
| Navn       | пъ  | ръ  | съ  | тъ  | у   | фъ  | хъ       | цъ   | чъ   | шъ       | щъ   | ер голям      | ер малък | ю    | я    |
| IPA        | /p/ | /r/ | /s/ | /t/ | /u/ | /f/ | /x/      | /ts/ | /tʃ/ | /ʃ/      | /ʃt/ | /ɤ/           | /ʲ/      | /ju/ | /ja/ |
| Slavistisk | /p/ | /r/ | /s/ | /t/ | /u/ | /f/ | /x/, /h/ | /ts/ | /č/  | /š/      | /št/ | /ă, ə/        | /j/      | /ju/ | /ja/ |
| Nordisk    | p   | r   | s   | t   | u   | f   | ch       | ts   | tj   | sj       | sjt  | ă             | j        | ju   | ja   |

Forklaring: Navn er bogstavets navn på bulgarsk, IPA er værdierne i henhold til det internationale fonetiske alfabet. Slavistisk er den, som er internationalt gængs blandt lingvister i slaviske sprog. Nordisk er den version, som Nordisk Slavistforbund anbefaler til publicistikken.
Mens de fleste bogstaver repræsenterer et fonem, står щ for to fonemer /ʃ/ og /t/. Efter en konsonant markerer ю /ju/ og я /ja/, at konsonanten palataliseres ("blødgøres"). Bogstavet ь, også kaldet ер малък ("det lille ER"), markerer også palatalisering af forangående konsonant.
Endvidere findes der flere kyrillisk-latinske translitterationssystemer, der bruges af bulgarere til udveksling af SMS-er, e-mail o.lign.

## Fonetik
Bulgarsk har en række træk i sin fonetik, som det deler med øvrige balkanske sprog, såsom albansk, rumænsk og delvis græsk:
- dynamisk betoning uden skelnen mellem lange og korte vokaler, dvs. i modsætning til serbokroatisk og slovensk, der har musikalsk betoning. I modsætning til vestslaviske sprog og serbokroatisk kan betoningen ligge på alle stavelser i ordet.
- ingen fordobling af konsonanter i modsætning til f. eks. russisk; når gemination (konsonantfordobling) gengives i skriften, skyldes det etymologiske eller morfologiske hensyn, f.eks. i постоянен 'konstant (maskulinum)', постоянно 'konstant (neutrum)'.
- ingen skelnen mellem korte og lange vokaler i modsætning til nabosproget serbokroatisk
- progressiv stemthedsassimilation betyder, at stemte konsonanter mister deres stemthed i udlyd, mens ustemte konsonanter får stemthed foran stemte konsonanter (dog ikke nasaler, /j/ og likviderne (bl.a. /l/ og /r/), for eksempel град by udtales /'grat/, men градът byen udtales /gra'dăt/.
- vokalreduktion bestående i hævning tungens position af ubetonede vokaler. Eksempler: кол stage; stift udtales /'kɔl/ over for кола bil, som udtales /ko'la/, бебе baby udtales /be'bɛ/, бабата bedstemoderen med udtalen /'babɐtɐ/.
- faldende taletaktskurve. I begyndelsen af en sætning tales med høj pitch, som aftager hen imod sætningens afslutning.

Som mange andre slaviske sprog har bulgarsk også en palatalitetskorrelation for konsonanterne, der dog ikke omfatter konsonanterne /š/ (ш), /ž/ (ж) og /č/ (ч), f.eks. бал bal /'bal/ over for бял hvid /'bʲal/.

## Morfologi
Som de fleste andre indoeuropæiske sprog har bulgarsk ordklasserne substantiver, verber, adjektiver, numeralier, pronominer, adverbier, partikler og onomatopoetika. Sproget har arvet en del af sin formrigdom fra fællesslavisk tid, men med en forskydning mod deklination, altså bøjede verbale former, og undgåelse af konjugation, f.eks. kasusbøjning.

### Substantiver
Substantiverne markerer kategorierne genus (køn), numerus (tal), bestemthed, vokativ (kaldeform) samt kasus (fald); egentlige bøjningsendelser for kasus findes dog kun for maskuliner i singularis (ental). Disse og andre kasusrester findes kun i skriftsproget, men de finder ikke støtte i nogle dialekter i Bulgarien. Dette skal man holde sig for øje ved læsningen af nedenstående tabel.
|               | Sing. ubest.          | Sing. best.              | Plur. ubest.            | Plur. best.                 |
| ------------- | --------------------- | ------------------------ | ----------------------- | --------------------------- |
| Nominativ     | учител- učitel-       | учител–ят učitel-jăt     | учител–и učitel-it      | учител-ите učitel-ite       |
| Akkusativ     | учител- učitel-       | учител-я učitel-jă       | учител-и učitel-i       | учител-ите učitel-ite       |
| Genitiv-dativ | на учител- na učitel- | на учител-я na učitel-jă | на учител-и na učitel-i | на учител-ите na učitel-ite |
| Vokativ       | учител-ю! učitel-ju!  | —                        | учител-и! učitel-i!     | —                           |

| "Kasus"    | Sing. ubestemt    | Sing. bestemt         | Plur. ubestemt    | Plur. bestemt         |
| ---------- | ----------------- | --------------------- | ----------------- | --------------------- |
| Alle kasus | учителка učitelka | учителката učitelkata | учителки učitelki | учителките učitelkite |
| Alle kasus | огледало ogledalo | огледалото ogledaloto | огледала ogledala | огледалата ogledalata |

### Adjektiver
Bulgarske adjektiver placeres normalt foran substantivet, som det skal kongruere med. Et særkende for bulgarsk og visse andre balkansprog er, at bestemthed i konstruktioner med adjektiver markeres på adjektivet. Artiklerne i singularis er de samme som for substantiverne; i pluralis er artiklen altid -те /-te/.
|          | Maskulinum   | Femininum     | Neutrum       | Pluralis      |
|          | mand         | kvinde        | barn          | børn          |
| -------- | ------------ | ------------- | ------------- | ------------- |
| Ubestemt | хубав мъж    | хубава жена   | хубаво дете   | хубави деца   |
| Bestemt  | хубавият мъж | хубавата жена | хубавото дете | хубавите деца |

### Verber
Det bulgarske verbalsystem er rigt på former. Vigtigste kategorier er person, numerus (tal), tempus (tid), modus (måde), aspekt (synsvinkel), admirativ (bevidnethed). Aspekt med udfaldsrummet imperfektiv versus perfektiv er mere end de andre kategorier lænket sammen til verbets leksikalske betydning, og dets bøjning er afhænger af deklinationstypen, ikke hvorvidt det er imperfektivt eller perfektivt.
| Tal og person    | 1. deklination (e-bøjningen) jeg skriver | 2. deklination (i-bøjningen) jeg taler | 3. deklination (a-bøjningen) jeg har | være-verbet jeg er | jeg spiser | (perfektiv) jeg giver |
| ---------------- | ---------------------------------------- | -------------------------------------- | ------------------------------------ | ------------------ | ---------- | --------------------- |
| 1. sing. аз az   | пиш–а                                    | говор–я                                | им–ам                                | съм                | ям         | дам                   |
| 2. sing. ти ti   | пиш–еш                                   | говор–иш                               | им–аш                                | си                 | яд-еш      | дад-еш                |
| 3. sing. той toj | пиш–е                                    | говор–и                                | им–а                                 | е                  | яд-е       | дад-е                 |
| 1. plur. ние nie | пиш–ем                                   | говор–им                               | им–аме                               | сме                | яд-ем      | дад-ем                |
| 2. plur. вие vie | пиш–ете                                  | говор–ите                              | им-ате                               | сте                | яд-ете     | дад-ете               |
| 3. plur. те te   | пиш–ат                                   | говор–ят                               | им-ат                                | са                 | яд-ат      | дад-ат                |

## Syntaks
Bulgarsk er overvejende et SVO-sprog (Subjekt-Verbal-Objekt), f.eks. котката пие мляко /kotkata pie mljako/ "katten drikker mælk", men med friere ledstilling end f.eks. dansk. Sproget har — i lighed med nabosprogene rumænsk, serbisk, makedonsk, albansk og græsk — en karakteristisk brug af enkritiske (ubetonede) pronominer og partikler. Attributter er foranstillede (AN-sprog). Lukkede spørgsmål (hvorpå der kan svares "ja" eller "nej") udtrykkes i sætninger under brug af en interrogativ partikel li, som stilles efter kernen, eks. Ti li si? "Er det dig?"

## Historie
Bulgarsk har følgende faser regnet fra tidligste tid:
- Indoeuropæisk: Frem til senest ca. 3000 f. v. t. Dannelse af et sprog med fleksion såvel i rod (aflyd) og endelser. Tre genera. Syv-otte kasus. Meget kompleks konjugation (verbal bøjning)
- Baltoslavisk: Frem til ca. 1400 f.v.t. De baltiske sprog hænger endnu sammen med de slaviske sprog. Perioden er præget af stor konservatisme i forhold til den foregående fases formbestand. Futurum udtrykkes syntetisk med /-s-/-morfemet. Musikalsk accent opstår.
- Fællesslavisk: Forhistorisk tid: Ca. 1400 f. v. t. -860 e. v. t. Baltoslavisk deles i en vestlig gruppe — bestående af baltisk (bl.a. litauisk, lettisk, prøjsisk) — og en østlig gruppe, bestående af slavisk. De tre palataliseringer af /k-/ og /g-/ foran palatale vokaler dukker op. Den syntetiske futurum med /-s-/ svinder bort. I denne periode opstår de første forskelle mellem de slaviske dialekter. Østsydslavisk (hvortil hører moderne bulgarsk) skiller sig ud ved overgangene *tj > *ščj > *štj > št og *dj > *ždžj > *ždj > žd, f.eks. /svešta/ "lys" og /mežda/ "markskel" (af *medio-).
- Oldbulgarsk: 860-1100. Perioden indledes med de første teksters opdukken. Den kaldes også oldslavisk, idet forskellene mellem de forskellige tekster, der stammer fra forfædrene til det, der i dag er bulgarsk, makedonsk, slovensk og russisk, endnu er så små, at de regnes for at være dialektale. En tredje betegnelse er oldkirkeslavisk under henvisning til, at næsten alle teksterne er religiøse, især bibeloversættelser til bulgarsk. I perioden lider den gamle dualis undergang som kategori og bevares kun i slovensk. Tryksvage korte vokaler /i/ og /u/ svinder bort. Der er tendens til, at der af verbernes ældre aktionsarter udmønter sig et aspektsystem.
- Middelbulgarsk: 1100-1600. De dialektale forskelle mellem de slaviske sprog udmønter sig i en syd-, vest- og østslavisk gruppe. Den indbyrdes forståelighed mellem sprogene er dog stadigvæk betydelig. Østsydslavisk (hvis moderne varianter er bulgarsk og makedonsk) afgrænser sig allerede fra periodens start tydeligt fra vestsydslavisk (slovensk og serbokroatisk) ved en mængde balkanismer, der udvikler sig gennem perioden. I fonetikken blandes de nasale vokaler sammen, og tryksvage korte vokaler /i/ og /u/ falder helt bort. Skelnen mellem korte og lange vokaler ophører. Musikalsk accent erstattes af dynamisk. Bestemt artikel opstår tidligt ved agglutination af et efterstillet påpegende stedord. Kasussystemet forenkles mod slutningen til at rumme nominativ, akkusativ og genitiv-dativ. I verbalklassen falder nominale former supin og senere tillige infinitiven sammen med en række participier og gerundiver bort. Det verbale aspekt færdigudvikles med perfektiv over for imperfektiv. Futurum etableres som en kategori og udtrykkes analytisk med hjælpeverbet "vil" /štă/ af ældre /hoštǫ/ i konkurrence med /imam/ "jeg vil".
- Ældre nybulgarsk: 1600-1830. Sproget kendetegnes ved et ukodificeret præg og viser fra starten en opsplitning i en mængde dialekter med største forskelle liggende mellem øst og vest. Deklinationen forsimples yderligere og overlever mod slutningen af perioden kun fuldt udviklet hos de personlige pronominer, mens kasusendelserne bortfalder hos substantiver og adjektiver. Genitiv-dativ-formen erstattes af en analytisk konstruktion med na + nomen. Hos verberne opstår kategorien ubevidnethed/bevidnethed (admirativ) under tyrkisk indflydelse. Infinitiven forkortes og får stigende konkurrence fra optativiske konstruktioner med da + finit form.
- Nybulgarsk: 1830- Et kodificeret skriftsprog opstår ved en vægtning af træk fra de centrale og østlige dialekter. Kodificeringen er nogenlunde afsluttet omkring 1860. Alfabetet er overtaget fra kirkens kirkeslaviske skriftsprog, i ved en retskrivningsreform 1946 erstattet af et alfabet med russisk præg. Futurum udtrykkes analytisk med det indeklinable enklitikum /šte/ for positive forhold, mens negative forhold udtrykkes med have-verbet. Infinitiven forsvinder helt og erstattes af da-konstruktioner, som i forbindelse med futurum også svinder bort. I ordforrådet rulles tyrkisk og græsk indflydelse tilbage og ind trænger ord fra fransk, tysk og især russisk. Den russiske indflydelse mærkes især inden for politik, retsvæsen, kirkevæsen, teknik, lægevidenskab, filosofi, mens fransk og tysk mærkes inden for teknologier, som var moderne frem til ca. 1930-erne — bulgarsk асансьор /asan'sjor/ "elevator" af fransk ascenseur, bulg. бакпулвер /bak'pulver/ "bagepulver" af tysk Backpulwer.

## Nogle bulgarske ord og udtryk

### Nogle bulgarske ord og fraser
| Dansk                  | Bulgarsk          | Udtale             |
| dag                    | ден               | den                |
| nat                    | нощ               | nošt               |
| barn                   | дете              | deté               |
| skole                  | училище           | učilište           |
| ild                    | огън              | ógăn               |
| jeg arbejder           | аз работя         | as rabótjă         |
| goddag                 | Добър ден.        | Dóbăr den.         |
| god morgen             | Добро утро.       | Dobró útro.        |
| hej!                   | Здравей!          | Zdravej!           |
| hvordan har du/De det? | Как си / сте?     | Kak si / ste?      |
| jeg har det godt       | Добре съм.        | Dobré săm.         |
| jeg har det skidt      | Зле съм.          | Zle săm.           |
| ja                     | да                | da                 |
| nej                    | не                | ne                 |
| måske (kan være)       | може би           | može bi            |
| tak                    | благодаря / мерси | blagodarjà / mersí |
| undskyld               | извинете          | izvinéte           |
| hvad er det?           | Какво е това?     | Kakvó e tová?      |